# Pietro D’Asaro
Pietro D’Asaro genannt „Monocolo di Racalmuto“ (* 10. Juni 1597 in Racalmuto; † 11. Juni 1647 ebenda) war ein italienischer Maler des Manierismus auf Sizilien.

## Leben
Der aus Racalmuto stammende Maler war möglicherweise ein Schüler von Zoppo di Gangi. Sein Malstil ist von Zoppos Lehrer Filippo Paladini von Caravaggio beeinflusst. D’Asaros Altarbilder sind auf Sizilien weit verbreitet.

## Werke (Auswahl)
- Chiesa del Carmine (Racalmuto): Kreuzigung Christi mit der Heiligen Familie
- Chiesa Madre del Annunziata (Racalmuto): Tafelbilder, Maria Magdalena, Abendmahl mit Pharisäern, Madonna della Catena und Immacolata mit den Heiligen Franziskus und Klara
- Chiesa di San Pancranzio (Canicattì): Heilige Familie mit den Heiligen Joachim und Anna (1633)
- Chiesa Madre San Giovanni Battista (San Giovanni Gemini): Tafelbild San Biagio
- Oratorio della Compagnia del Santissimo Sacramento (Carini): Altarbild
- Chiesa Madre (Cammarata): Statue Madonna della Catena
- Chiesa Maria Santissima della Stella (Barrafranca): Fegefeuer und San Isidoro Agricola
- Chiesa San Giuseppe (Termini Imerese): Immacolata Concezione (1623).
- Cattedrale (Agrigent): Der Heilige Karl Borromäus
- Chiesa di Santa Venera (Grotte, bei Agrigent) 2 Altarbilder
- Chiesa di San Sebastiano (Chiusa Sclafani): Triptychon Verkündigung mit den Heiligen Nikolaus und Antonius
- Chiesa di San Vito (Chiusa Sclafani): Christi Geburt
- Castello Chiaramonte Racalmuto: Christi Geburt
- Museo Diocesano di Palermo: Tafelbild
- Galleria Regionale della Sicilia im Palazzo Abatellis (Palermo): Anbetung des Kindes, Der heilige Franziskus umarmt das Kruzifix und Orpheus spielt die Geige
- Musei civici Luigi Sturzo (Caltagirone) Bekehrung des Paulus